# ニーノ・オリヴィエロ
ニーノ・オリヴィエロ（Nino Oliviero, 1918年2月13日 - 1980年3月1日）は、イタリアの作曲家。
ナポリ生まれ。映画音楽を中心にイージー・リスニングなども手掛ける。リズ・オルトラーニと並びヤコペッティ映画の音楽の常連でもあった。

## 代表作

### 映画音楽
- 世界残酷物語 (1962)
- 続・世界残酷物語 (1963)
- ネブラスカの一匹狼 (1965)
- ザ・スター (1976)

### 歌・楽曲
- 世界を愛して